# Liste der Kulturgüter in Schwende-Rüte
Die Liste der Kulturgüter in Schwende-Rüte enthält alle Objekte des Bezirks (entspricht der politischen Gemeinde in der übrigen Schweiz) Schwende-Rüte im Kanton Appenzell Innerrhoden, die gemäss der Haager Konvention zum Schutz von Kulturgut bei bewaffneten Konflikten, dem Bundesgesetz vom 20. Juni 2014 über den Schutz der Kulturgüter bei bewaffneten Konflikten sowie der Verordnung vom 29. Oktober 2014 über den Schutz der Kulturgüter bei bewaffneten Konflikten unter Schutz stehen.
Objekte der Kategorien A und B sind vollständig in der Liste enthalten, Objekte der Kategorie C fehlen zurzeit (Stand: 1. Januar 2023).

## Kulturgüter
| Foto |                                                                                              | Objekt                                                                                | Kat. | Typ | Standort                                          | Beschreibung |
| ---- | -------------------------------------------------------------------------------------------- | ------------------------------------------------------------------------------------- | ---- | --- | ------------------------------------------------- | --- |
| ja   | Datei hochladen · Wikidata zu Alte Bleiche (Q19362423)                                       | Alte Bleiche KGS-Nr.: 00370                                                           | A    | G   | Appenzell, Bleichestrasse 8 749623 / 243824       | |
| ja   | Datei hochladen · Wikidata zu Wildkirchli mit Kapelle St. Michael (Q466081)                  | Wildkirchli (Kopie Klause, Kapelle St. Michael, Gasthaus Aescher) KGS-Nr.: 00386      | A    | G   | Aescher 1, 1g, 1h 749506 / 238960                 | |
| BW   | Datei hochladen                                                                              | Altwasser-Höhle KGS-Nr.: 09553                                                        | A    | F   | Stiefelwald 750895 / 236008                       | spätpaläolithischer Abri                                                                                           |
| ja   | Datei hochladen                                                                              | Wildkirchli KGS-Nr.: 10417                                                            | A    | F   | Aescher 1g, 1h 749506 / 238959                    | paläolithische Wohnhöhle/neuzeitliche Einsiedelei                                                                  |
| ja   | Datei hochladen                                                                              | Wetterwarte Säntis KGS-Nr.: 16459                                                     | A    | G   | Urnäsch, Säntis 2 744187 / 234916                 | |
| BW   | Datei hochladen                                                                              | Alpgebäude Augstberg KGS-Nr.: 16460                                                   | A    | G   | Augstberg 1, 1a 744081 / 239199                   | |
| BW   | Datei hochladen                                                                              | Alpgebäude Häderen (Ensemble) KGS-Nr.: 16461                                          | A    | G   | Fählen 2, 2a 749112 / 235059                      | |
| BW   | Datei hochladen                                                                              | Schönenbühl am Hirschberg KGS-Nr.: 00334                                              | B    | F   | 750341 / 244330                                   | mittelalterliche Burgstelle                                                                                        |
| ja   | Datei hochladen · Wikidata zu Bauernhaus Blumenau (Q19362424)                                | Bauernhaus Blumenau KGS-Nr.: 00371                                                    | B    | G   | Steinegg, Weissbadstrasse 104 750492 / 242917     | |
| ja   | Datei hochladen · Wikidata zu Katholische Kirche St. Sebastian (Q29650376)                   | Katholische Kirche St. Sebastian KGS-Nr.: 00372                                       | B    | G   | Brülisau 752590 / 240460                          | |
| BW   | Datei hochladen · Wikidata zu Bauernhaus Schribers, Locher (Q29650363)                       | Bauernhaus Schribers, Locher KGS-Nr.: 00374                                           | B    | G   | Hirschberg, Strahlhüttenstrasse 1 751210 / 244530 | |
| ja   | Datei hochladen · Wikidata zu Kapelle Mariä Heimsuchung (Q29650369)                          | Kapelle Mariä Heimsuchung KGS-Nr.: 00375                                              | B    | G   | Plattenbödeli 752730 / 237780                     | |
| BW   | Datei hochladen · Wikidata zu Kapelle St. Martin, Schwarzenegg (Q29650374)                   | Kapelle St. Martin KGS-Nr.: 00376                                                     | B    | G   | Schwarzenegg, Schwarzeneggstrasse 752278 / 241669 | |
| ja   | Datei hochladen · Wikidata zu Kapelle St. Magdalena (Q29650373)                              | Kapelle St. Magdalena KGS-Nr.: 00377                                                  | B    | G   | Steinegg, Weissbadstrasse 750527 / 242978         | |
| ja   | Datei hochladen · Wikidata zu Wallfahrtskapelle Maria Hilf, Ahorn (Q29650406)                | Wallfahrtskapelle Maria Hilf, Ahorn KGS-Nr.: 00387                                    | B    | G   | Ahorn 2 746544 / 239824                           | |
| ja   | Datei hochladen · Wikidata zu Kapelle St. Anna, Haggen (Q29650396)                           | Kapelle St. Anna, Haggen KGS-Nr.: 00390                                               | B    | G   | St. Annastrasse 749980 / 243320                   | |
| ja   | Datei hochladen · Wikidata zu Heidenhaus, Grubenmann, früher Baumanns Heimat (Q29650389)     | Heidenhaus, Grubenmann, früher Baumanns Heimat KGS-Nr.: 00391                         | B    | G   | Weissbadstrasse 41 749300 / 243820                | |
| ja   | Datei hochladen · Wikidata zu Kapelle zur schmerzhaften Muttergottes, Sonnenhalb (Q29650400) | Kapelle zur Schmerzhaften Muttergottes, Sonnenhalb KGS-Nr.: 00395                     | B    | G   | Tüllenstrasse 749660 / 241380                     | |
| ja   | Datei hochladen · Wikidata zu Bauernhaus Dörig Lehnerlis, Triebern (Q29650386)               | Bauernhaus Dörig Lehnerlis, Triebern KGS-Nr.: 00396                                   | B    | G   | Triebernstrasse 26 750410 / 241330                | |
| ja   | Datei hochladen · Wikidata zu Kunstmuseum Appenzell (Q1954467)                               | Kunstmuseum Appenzell KGS-Nr.: 08556                                                  | B    | S   | Unterrainstrasse 5 749115 / 243805                | |
| BW   | Datei hochladen                                                                              | Alphütte Hasler KGS-Nr.: 16471                                                        | B    | G   | Brüeltobel 1 753436 / 239198                      | |
| BW   | Datei hochladen                                                                              | Wirtshaus zum alten Bild KGS-Nr.: 16472                                               | B    | G   | Alte Eggerstandenstrasse 56 753164 / 244159       | |
| ja   | Datei hochladen                                                                              | Bauernhaus Dopplis KGS-Nr.: 16473                                                     | B    | G   | Brülisau, Pfannenstielstrasse 13a 753019 / 239899 | |
| ja   | Datei hochladen                                                                              | Bauernhaus Baschenheimat KGS-Nr.: 16474                                               | B    | G   | Brülisau, Pfannenstielstrasse 20 753033 / 239712  | |
| BW   | Datei hochladen                                                                              | Bauernhaus Oberes Grüt KGS-Nr.: 16475                                                 | B    | G   | Alte Eggerstandenstrasse 44 752669 / 243946       | |
| ja   | Datei hochladen                                                                              | Bauernhaus Egg KGS-Nr.: 16476                                                         | B    | G   | Brülisau, Pfannenstielstrasse 6 752745 / 240240   | |
| BW   | Datei hochladen                                                                              | Alpgebäude Thaler Bildstein (nur Hütte) KGS-Nr.: 16477                                | B    | G   | Bildstein 1 754773 / 243401                       | |
| BW   | Datei hochladen                                                                              | Alpgebäude Fählenalp (ganzes Ensemble) KGS-Nr.: 16478                                 | B    | G   | Fählen 1–1d 749112 / 235059                       | |
| BW   | Datei hochladen                                                                              | Alpgebäude Loos (nur Hütte) KGS-Nr.: 16479                                            | B    | G   | Neuenalpstrasse 44 754870 / 243700                | |
| BW   | Datei hochladen                                                                              | Alpgebäude Sämtis – Alprecht Streckwees KGS-Nr.: 16480                                | B    | G   | Appenzeller Sämtis 751522 / 237042                | |
| BW   | Datei hochladen                                                                              | Alpgebäude Soll – Alprecht Schwaderloch KGS-Nr.: 16481                                | B    | G   | Alp Soll 10 753799 / 238905                       | |
| ja   | Datei hochladen                                                                              | Pfarrkirche St. Martin KGS-Nr.: 16484                                                 | B    | G   | Schulhausstrasse 10 750896 / 240792               | |
| BW   | Datei hochladen                                                                              | Alpgebäude Obere Bommen KGS-Nr.: 16485                                                | B    | G   | Obere Bommen 1 749784 / 239235                    | |
| ja   | Datei hochladen                                                                              | Gemeinalp Meglisalp, Kapelle Maria zum Schnee, Alpgebäude und Gasthaus KGS-Nr.: 16486 | B    | G   | Meglisalp 1–9 747350 / 235700                     | |
| BW   | Datei hochladen                                                                              | Alpgebäude Altenalp – Lötzelälpli KGS-Nr.: 16487                                      | B    | G   | Altenalp 1 747646 / 237513                        | |
| BW   | Datei hochladen                                                                              | Alpgebäude Klein Chenner KGS-Nr.: 16488                                               | B    | G   | Klein Chenner 1 744014 / 239857                   | |
| BW   | Datei hochladen                                                                              | Alpgebäude Dunkelberndli KGS-Nr.: 16489                                               | B    | G   | Dunkelberndli 1 745694 / 237794                   | |
| BW   | Datei hochladen                                                                              | Alpgebäude Herrenberndli KGS-Nr.: 16490                                               | B    | G   | Herrenberndli 1 745886 / 238437                   | |
| BW   | Datei hochladen                                                                              | Alpgebäude Oberhelchen KGS-Nr.: 16491                                                 | B    | G   | Obere Helchen 1 747263 / 241032                   | |
| BW   | Datei hochladen                                                                              | Alpgebäude Obere Hundslanden KGS-Nr.: 16492                                           | B    | G   | Obere Hundslanden 1 746627 / 238238               | |
| BW   | Datei hochladen                                                                              | Alpgebäude Obere Mans KGS-Nr.: 16493                                                  | B    | G   | Obere Mans 1 750854 / 237359                      | |
| BW   | Datei hochladen                                                                              | Alpgebäude Nisser KGS-Nr.: 16494                                                      | B    | G   | Nisser 1 743226 / 239112                          | |
| BW   | Datei hochladen                                                                              | Alpgebäude Oberes Sönderli (nur Hütte und Schweinestall) KGS-Nr.: 16495               | B    | G   | Oberes Sönderli 1 746260 / 240424                 | |
| BW   | Datei hochladen                                                                              | Alpgebäude Potersalp – Alprecht Klein Dreihütten KGS-Nr.: 16496                       | B    | G   | Potersalp 1 744329 / 237060                       | |
| BW   | Datei hochladen                                                                              | Alpgebäude Potersalp – Alprecht Wasserhütte KGS-Nr.: 16497                            | B    | G   | Potersalp 7 743992 / 237062                       | |
| BW   | Datei hochladen                                                                              | Alpgebäude Gross Gächten KGS-Nr.: 16498                                               | B    | G   | Klosterspitzstrasse 9 748873 / 241308             | |
| BW   | Datei hochladen                                                                              | Alpgebäude Sigel KGS-Nr.: 16499                                                       | B    | G   | Alp Sigel 2–7 752030 / 238089                     | Ganzes Ensemble mit den sechs Alprechten Langmelster, Haseblatte, Herrenrecht, Mittelhütten, Chlepfhütten und Lus. |